# Google hacking
Google hacking is een techniek waarbij hackers gebruikmaken van de zoekmachine Google of andere Google-diensten om veiligheidslekken van websites te vinden. Deze techniek heeft vooral sinds het jaar 2004 bekendheid gekregen door het werk van de computerbeveiligingsdeskundige Johnny Long.
Er bestaan zoveel Google-hacks, dat hier zelfs een gegevensbank voor is aangelegd, de Google Hacking Database. Met gegevens hieruit kunnen ook onervaren personen eenvoudig deze techniek toepassen.
Eén vorm van Google hacking is die waarbij gezocht wordt naar inloggegevens met de zoekopdracht "allintitle: login password". Hiermee worden webpagina's gevonden waarbij de woorden login en password (toegangscode) allebei in de titel van de URL gevonden worden.
Wanneer een specifiek apparaat altijd geleverd wordt met een vaste inlognaam en bijbehorende toegangscode, en deze gegevens algemeen bekend zijn, kan een eenvoudige zoekopdracht waarbij naar de naam van dit apparaat gezocht wordt al als een vorm van Google hacking beschouwd worden.
Veelgebruikte opdrachten die bij Google hacking gebruikt worden, zijn "cache", waarmee in Googles cache eerder gevonden informatie doorzocht kan worden, "filetype", waarmee specifieke typen bestanden gevonden kunnen worden, en "inurl" en "intitle", waarmee in een URL respectievelijk een titel gezocht kan worden.
Als er reconnaissance plaatsvindt van een bedrijf, instelling of organisatie, kan men de opdracht "site:" gebruiken. Om bijvoorbeeld alle geïndexeerde pagina's van WikiLeaks te vinden, kan men de volgende zoekopdracht gebruiken: "site:wikileaks.org". Door dit te combineren met andere zoekfuncties, kan men op een specifieke website bijvoorbeeld ook kwetsbaarheden detecteren.

## Voorbeelden
Johnny Long gaf in zijn boek Google Hacking onder meer de volgende concrete voorbeelden van Google-hack-zoekopdrachten:
| "your password is" filetype:log                        | wachtwoordbestanden                                                   |
| allinurl: admin mdb                                    | databank Microsoft Access                                             |
| allinurl:auth_user_file.txt                            | DCForum-wachtwoordbestand                                             |
| intitle:index.of config.php                            | config.php-bestanden                                                  |
| eggdrop filetype:user user                             | Eggdrop-configbestanden                                               |
| secret "current configuration" -intext:the             | Cisco-wachtwoorden                                                    |
| ext:ini eudora.ini                                     | Eudora-INI-bestanden met gebruikersnamen en versleutelde wachtwoorden |
| filetype:bak inurl:"htaccess\|passwd\|shadow\|htusers" | bak-bestanden met wachtwoorden of gebruikersnamen                     |
| filetype:dat "password.dat"                            | password.dat-bestanden met gebruikersnamen en wachtwoorden            |
| filetype:inc intext:mysql_connect                      | PHP-inc-bestanden met gebruikersnamen en wachtwoorden                 |
| inurl:ventrilo_srv.ini adminpassword                   | Ventrilo-wachtwoorden voor veel servers                               |
| inurl:passlist.txt                                     | onversleutelde wachtwoorden                                           |